# ريان هايدن
ريان هايدن (بالإنجليزية: Ryan Hayden)‏ هو منافس ألعاب قوى أمريكي، ولد في 13 مارس 1971.

## وصلات خارجية
- ريان هايدن على موقع الاتحاد الدولي لألعاب القوى (الإنجليزية)